# Stalaggh
Stalaggh was een Nederlandse band met, naar verluidt, leden uit Belgische en Nederlandse extreme-metalbands. De naam is gebaseerd op de Duitse stalags uit de Tweede Wereldoorlog. De extra 'g' en 'h' staan voor global holocaust. Hun eigen muziek bevatte experimentele geluiden en gegil en viel onder te brengen in extreme metal, industrial en bij tijd en wijle ambient. In 2007 ging de band verder als Gulaggh.
Het derde studioalbum Projekt misanthropia uit 2007 werd door Kim Kelly van Vice "the Most Terrifying Album of All Time" genoemd.

## Discografie

### Stalaggh
- Projekt nihil, 2003
- Projekt terror, 2004
- Projekt misanthropia, 2007

### Gulaggh
- Vorkuta, 2008